# 中村維男
中村維男（なかむら ただお、1944年 - )は、日本の計算機科学研究者。東北大学名誉教授。

## 経歴・人物
1944年、山口県宇部市の生まれ。山口大学医学部に入学後工学部に再入学し、1967年3月に同電気工学科を卒業。
東京大学大学院工学系研究科電気系修士課程を経て、東北大学大学院工学研究科電子工学専攻博士後期課程に入学し西澤潤一に師事。1972年に同修了。工学博士。
専門は計算機アーキテクチャで、メモリアクセスのボトルネックが全くない超高速計算機のアーキテクチャの研究に取り組み、メモリのアクセス・スピードが従来比で1000倍になる大容量低消費電力のマーチング・メモリを発明した。
1988年に東北大学教授、1994年にスタンフォード大学客員教授、2007年に東北大学名誉教授、ロンドン大学インペリアル校教授フェロー、2007年10月に慶應義塾大学教授を歴任している。
また、東京大学理学部情報科学科、ケンブリッジ大学計算機数学科にて教鞭を執った。
IEEEシンポジウムCOOL Chips組織委員会委員長を務める。

## 業績
マーチング・メモリーの発明
米国スタンフォード大学にて、名誉教授のMichael J. Flynnと共に現存のコンピュータの低消費電力下での処理速度増強のための、マーチングメモリ（記憶情報超高速内部移動形メモリ）の研究に従事し、成果として数多くの国での特許、計29件を取得。
世界初の量子コンピュータの設計理論
2020年、長田宏二と共に現存のコンピュータのプログラムでの稼働が可能となる“世界初の量子コンピュータの設計理論”を確立。この研究から派生してハイゼンベルクの不確定性原理に対する疑問を投げかける理論的考察結果を示し、今後の物理学の在り方を示唆した
全ての研究を通しての査読付き論文数346編。代表著書は“Simplified Quantum Computing with Applications”（英国物理学会(Institute of Physics))。

## 栄典
- IEEE Fellow(2003年)、後にLife Fellow。
- IEEE Computer Society Taylor L. Booth Award(2004年)[5]